# Sant Alari de Rogièr
Saint-Hilaire-Cusson-la-Valmitte és un municipi francès situat al departament del Loira i a la regió d'Alvèrnia-Roine-Alps. L'any 2007 tenia 316 habitants.

## Demografia

### Població
El 2007 la població de fet de Saint-Hilaire-Cusson-la-Valmitte era de 316 persones. Hi havia 141 famílies de les quals 43 eren unipersonals (20 homes vivint sols i 23 dones vivint soles), 43 parelles sense fills, 51 parelles amb fills i 4 famílies monoparentals amb fills.
La població ha evolucionat segons el següent gràfic:
Habitants censats

### Habitatges
El 2007 hi havia 260 habitatges, 138 eren l'habitatge principal de la família, 113 eren segones residències i 9 estaven desocupats. 248 eren cases i 11 eren apartaments. Dels 138 habitatges principals, 115 estaven ocupats pels seus propietaris, 21 estaven llogats i ocupats pels llogaters i 2 estaven cedits a títol gratuït; 1 tenia una cambra, 4 en tenien dues, 14 en tenien tres, 37 en tenien quatre i 82 en tenien cinc o més. 106 habitatges disposaven pel capbaix d'una plaça de pàrquing. A 62 habitatges hi havia un automòbil i a 62 n'hi havia dos o més.

### Piràmide de població
La piràmide de població per edats i sexe el 2009 era:
| Homes | Edats   | Dones |
| ----- | ------- | ----- |
| 0     | 95 o +  | 0     |
| 0     | 90 a 94 | 0     |
| 0     | 85 a 89 | 0     |
| 0     | 80 a 84 | 0     |
| 4     | 75 a 79 | 4     |
| 8     | 70 a 74 | 4     |
| 12    | 65 a 69 | 24    |
| 16    | 60 a 64 | 12    |
| 12    | 55 a 59 | 24    |
| 12    | 50 a 54 | 8     |
| 4     | 45 a 49 | 4     |
| 12    | 40 a 44 | 8     |
| 4     | 35 a 39 | 0     |
| 8     | 30 a 34 | 4     |
| 8     | 25 a 29 | 12    |
| 12    | 20 a 24 | 12    |
| 4     | 15 a 19 | 8     |
| 4     | 10 a 14 | 4     |
| 4     | 5 a 9   | 8     |
| 12    | 0 a 4   | 0     |

## Economia
El 2007 la població en edat de treballar era de 178 persones, 127 eren actives i 51 eren inactives. De les 127 persones actives 123 estaven ocupades (74 homes i 49 dones) i 4 estaven aturades (1 home i 3 dones). De les 51 persones inactives 25 estaven jubilades, 11 estaven estudiant i 15 estaven classificades com a «altres inactius».

### Ingressos
El 2009 a Saint-Hilaire-Cusson-la-Valmitte hi havia 145 unitats fiscals que integraven 342 persones, la mediana anual d'ingressos fiscals per persona era de 15.028,5 €.

### Activitats econòmiques
Dels 16 establiments que hi havia el 2007, 1 era d'una empresa alimentària, 6 d'empreses de construcció, 1 d'una empresa de comerç i reparació d'automòbils, 2 d'empreses d'hostatgeria i restauració, 2 d'empreses immobiliàries, 2 d'empreses de serveis, 1 d'una entitat de l'administració pública i 1 d'una empresa classificada com a «altres activitats de serveis».
Dels 8 establiments de servei als particulars que hi havia el 2009, 2 eren paletes, 2 fusteries, 1 electricista, 1 perruqueria i 2 restaurants.
L'únic establiment comercial que hi havia el 2009 era una fleca.
L'any 2000 a Saint-Hilaire-Cusson-la-Valmitte hi havia 22 explotacions agrícoles que ocupaven un total de 600 hectàrees.

## Poblacions més properes
El següent diagrama mostra les poblacions més properes.